# Œuvres de Cicéron
Pour un article plus général, voir Cicéron.
Cicéron est considéré comme le plus grand auteur latin classique, tant par son style que par la hauteur morale de ses vues. En complément de sa biographie, voici une liste d'œuvres qui ont été traduites et publiées en France.

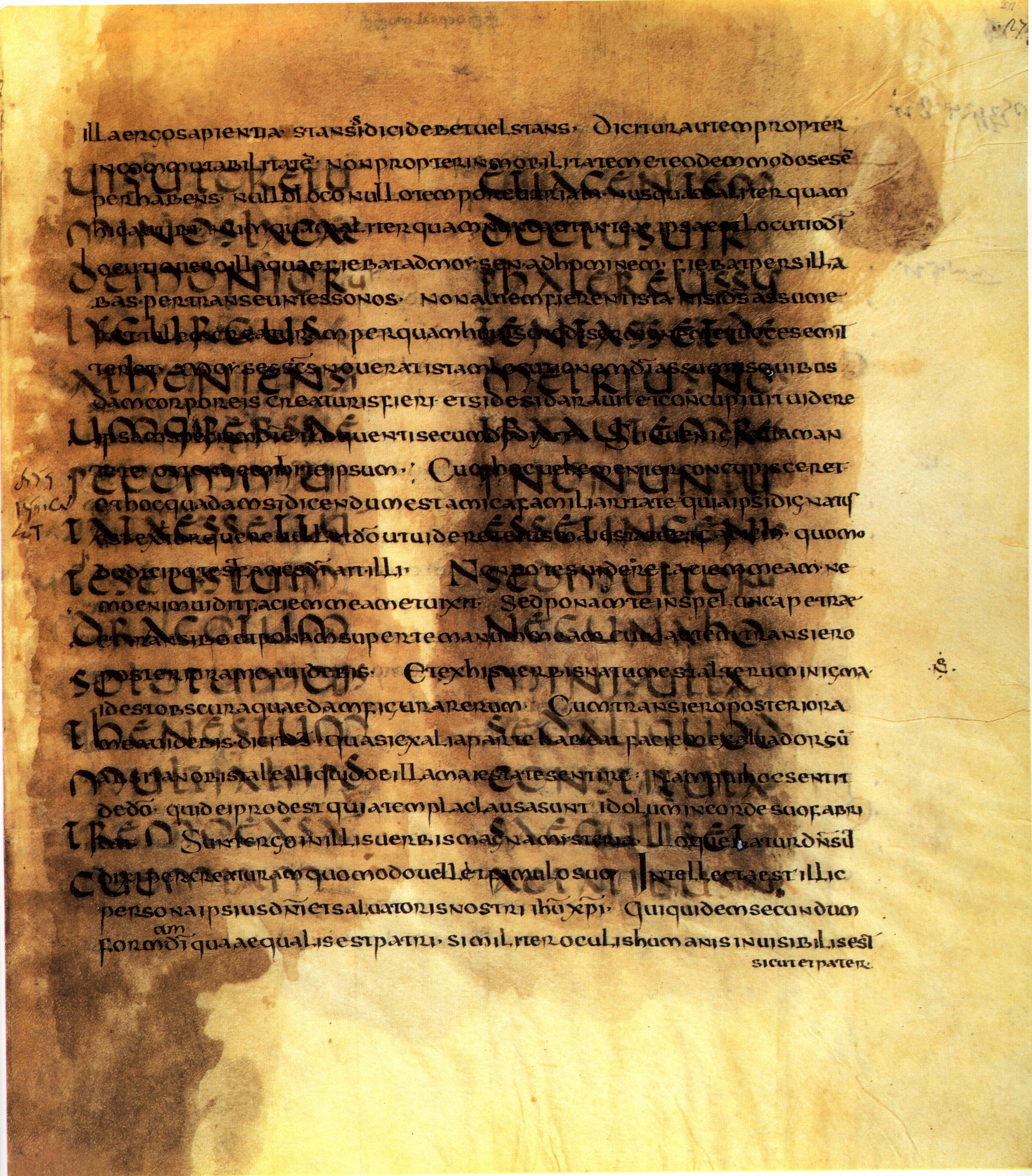
Palimpseste du De Republica (Bibliothèque vaticane, codex 5757, fol. 277r).

## Plaidoiries et discours
Parmi les discours de Cicéron, quatre-vingt-huit sont connus, cinquante-huit ont été conservés, les autres sont repérés par leurs titres cités dans d'autres textes ou par des fragments. Ils sont répartis en trois périodes, avant, pendant et après l'année consulaire de -63. Plusieurs discours furent réarrangés et amplifiés, certains n'étant même pas prononcés en public. Voici une liste des principaux. Ceux dont le titre commence par le mot Pro ou In sont des plaidoiries composées à l'occasion de procès, Pro précédant le nom de la partie représentée par Cicéron et In celui de la partie adverse.
- 81 : Pro Quinctio
- 80 : Pro Roscio Amerino (Pour Roscius d'Amerie)
- 77 : Pro Roscio Comoedo, (Pour Roscius le comédien)
- 70 : In Verrem (Contre Verrès)
- 69 : Pro Tullio ; Pro Fonteio (Pour Fonteius) ; Pro Caecina (en)
- 66 : Pro lege Manilia, dit aussi De Imperio Cn. Pompei
- 66 : Pro Cluentio (en)
- 64 : In toga candida, perdu
- 63 : De Lege agraria contra Rullum ; Pro Rabirio Perduellionis Reo ; In Catilinam I-IV ; Pro Murena
- 62 : Pro P. Sulla ; Pro Archia
- 59 : Pro Flacco
- 57 (retour d’exil) : Post Reditum in Quirites (Après [son] retour, discours aux citoyens); Post Reditum in Senatu (Après [son] retour, discours au Sénat) ; De Domo sua (Pour sa maison); De Haruspicum responsis (Sur la réponse des haruspices)
- 56 : Pro Sestio ; In Vatinium ; Pro Caelio ; Pro Balbo
- 56 : De Provinciis consularibus (Des provinces consulaires - prolongation du proconsulat de César en Gaule)
- 55 : In Pisonem
- 54 : Pro Cn. Plancio ; Pro Rabirio Postumo ; Pro Scauro
- 52 : Pro Milone
- 46 : Pro Marcello ; Pro Q. Ligario ; Pro rege Deiotaro (discours devant César)
- 44 : Philippiques (discours contre Marc Antoine)

## Traités de rhétorique
Sept ouvrages de Cicéron nous sont conservés, traitant de l'art de la rhétorique :
- 84 : De inventione, sur la composition de l'argumentation en rhétorique
- 55 : De Oratore (De l'Orateur), sur l'art oratoire[4]
- 46 :
  - Brutus sive dialogus de claris oratoribus (brève histoire de l’art oratoire romain), dédié à Marcus Junius Brutus[5],[4] ;
  - De optimo genere oratorum, (Sur le meilleur genre d'orateur)
  - Orator ad Brutum (Sur l'Orateur), dédié à Marcus Junius Brutus[5],[4]
  - De partitionibus oratoriae, sur les subdivisions du discours[5],[4]
- 44 : Topica, éléments de l'argumentation, explications des topoï d'Aristote[4]

La datation du De optimo genere oratorum, (Sur le meilleur genre d'orateur) est incertaine, la chronologie de Kany-Turpin la propose en 52, sans certitude

## Œuvres philosophiques
Cicéron donne lui-même une liste de ses traités philosophiques dans le De divinatione. Quoique non chronologique et ne citant pas les textes postérieurs à l'année 45, elle permet d'avoir le titre de plusieurs ouvrages disparus. On comptabilise probablement 28 écrits philosophiques et rhétoriques et excepté les deux œuvres de jeunesses, ils furent composés entre -55 et -43.
- 85 : Oeconomici libri, traduction de l'Économique de Xénophon[3]
- 54 : De Republica (De la République)[5],[4]
- 52 : De Legibus (Des lois)[5],[4]
- 46 : Paradoxa Stoicorum (Paradoxes des stoïciens)[5],[4] ; Laus Catonis (Éloge de Caton, œuvre perdue)[5]

Durant sa période de retraite politique, Cicéron produit en 45 et début 44 des ouvrages philosophiques à un rythme intense :
- mars 45 : Hortensius seu De philosophia liber (œuvre perdue, influença grandement Saint-Augustin) ; Consolatio, sive de minuendo luctu (Consolation, après la mort de Tullia, œuvre perdue, citée dans ses Tusculanes et par Lactance)[7],[4] ; Volumen prohaemiorum (introduction à la philosophie, n'a peut-être pas été publié)[3]
- mai 45 Lucullus ou Academia Priora (en deux livres, seul le premier est conservé) ; Academia Posteriora (réécriture des académiques, en quatre livres)[7]
- juin 45 :
  - De finibus bonorum et malorum (Sur la fin des bonnes et mauvaises choses)[7],[4];
  - Tusculanae Disputationes (Tusculanes, débats tenus à Tusculum)[5],[4]
- rédaction entre août et décembre 45 : De Natura Deorum (De la nature des dieux) ; De divinatione (De la divination)[7] ;
  - traduction du Timée de Platon
- 44 :
  - De divinatione (De la divination)[4]
  - Cato Maior de Senectute (sur la vieillesse)[5],[4] ;
  - De fato (Du destin)[4]
  - De gloria (De la Gloire, œuvre perdue)[4]
  - Laelius de Amicitia (sur l'amitié)[5],[4] ;
  - De officiis (Des devoirs)[5],[4]
- De Virtutibus, sur les quatre vertus (connu par Saint-Jérôme)[3]

## Lettres
La correspondance de Cicéron fut abondante tout au long de sa vie. Il nous reste quelque 800 lettres, une très grande partie fut perdue, et une centaine des réponses qui lui ont été adressées. Nous pouvons ainsi suivre mois après mois à partir de fin novembre 68, date de la première lettre conservée, jusqu'à sa mort en 43, son évolution politique et philosophique, ses relations personnelles et familiales, et ses projets rédactionnels. Il prévoyait de publier un florilège de cette correspondance. Cette correspondance, ainsi que les Discours, donnent aux historiens de nombreux témoignages sur divers aspects de la vie de l'époque, dont les activités financières et commerciales de la couche supérieure de la société formée par les sénateurs, les chevaliers, les banquiers et les grands commerçants (negociatores). Pour ces derniers, les écrits de Cicéron permettent d'en recenser environ 90 avec lesquels il est entré en relation. Un autre ensemble de 111 lettres regroupées au livre XIII des epistulae ad familiares, sont des lettres de recommandation, qui constituent des documents illustrant la pratique du clientélisme à Rome, présenté comme le développement de relations d'amitié.
Les lettres sont regroupées par destinataires :
- ad Atticum, lettres à Atticus, son ami et banquier regroupées en 16 livres
- ad Familiares, lettres à ses relations comme Pompée et Jules César, à ses amis et à ses clients, Sulpicius, Ligarius, Marcellus, Trebatius Testa, Cælius Rufus, Caton, etc. (16 livres)
- ad Quintum, lettres à son frère Quintus Tullius Cicero (3 livres)
- ad Brutum, lettres à Marcus Junius Brutus (un livre). C'est extrêmement lacunaire, le grammairien Nonius Marcellus parle de neuf livres compilant cette correspondance[3].

La publication de ses lettres se fera de manière posthume, entre 33 avant notre ére (selon Jérôme Carcopino) et 66 de notre ère selon les hypothèses qui ont été émises. L'éditeur est très probablement Atticus, le correspondant privilégié (on possède plus de 450 lettres de Cicéron à Atticus ), l'ami fidèle, qui est aussi un homme d'affaires avisé, qui possède un atelier d'édition et qui a déjà édité Cicéron. Encore a-t-il fallu qu'il attende le moment propice dans l'époque troublée qui conduit à l'instauration du Principat et qu'il supprime un certain nombre de lettres de son ami qui auraient pu fâcher les maîtres du moment ou le compromettre (aucune de ses lettres n'a été publiée).
Très rapidement, les lettres de Cicéron sont utilisées comme support pour l'enseignement de la rhétorique et de l'éloquence. Ainsi Marcus Cornelius Fronto en choisit des extraits pour ses élèves les empereurs Marc Aurèle et Lucius Verus
La correspondance de Cicéron a été perdue de vue durant le Moyen Âge, et retrouvée lors du Trecento par Pétrarque.
En 1858, le Père Gioacchino Ventura de Raulica critique la préférence donnée dans l'enseignement aux auteurs païens sur les auteurs chrétiens et dénigre la correspondance de Cicéron : « Quant au style épistolaire, la supériorité des auteurs chrétiens sur les auteurs païens est un fait incontestable et incontesté. L'unique recueil païen réputé classique dans ce genre, c'est la correspondance de Cicéron. Rien, il est vrai, de plus élégant au point de vue de la latinité; mais rien aussi de plus ennuyeux et de plus fade au point de vue du goût; rien de plus vide au point de vue de l'intérêt; et rien de moins édifiant au point de vue de la morale. Tout y respire l'intrigue des plus basses passions , ce sont les épanchements les plus cyniques d'amitiés hypocrites, n'ayant que l'égoïsme pour mobile et pour base. » .
Jérôme Carcopino dans une étude de ces lettres titrée « Les secrets de la correspondance de Cicéron » a brossé un portrait à charge de Cicéron particulièrement sévère.
En 2021, la société d'édition Les Belles Lettres a publié la correspondance de Cicéron en un seul volume par ordre chronologique des lettres.

## Poésie
Cicéron s'insère dans la période creuse de la poésie latine qui sépare Accius de Catulle.
La plupart de ses poésies sont des œuvres composées dans sa jeunesse, ou après son ralliement à César. De ces poésies, on ne possède que des fragments tirés d'auto-citations de Cicéron, dont un seul est de quelque étendue.
Plutarque mentionne un petit poème, Pontius Glaucus, composé par Cicéron dans son extrême jeunesse, peut-être vers ses quinze ans, soit avant 90 av. J.-C.. Il n'en reste aucun fragment.
Dans sa jeunesse, Cicéron a également traduit ou plutôt adapté en latin des poèmes grecs, comme les Phénomènes d'Aratos de Soles. Composé vers 85 av. J.-C., c'est avec les œuvres d'Ennius, la plus ancienne composition en hexamètres de la littérature latine, ce qui apporte un témoignage unique sur l'évolution entre Ennius et Virgile de cette forme de versification.
Le Marius est une épopée sur Marius, son compatriote d’Arpinum. L'ouvrage n'est pas daté avec certitude, il date peut-être de 86, quand Cicéron avait vingt ans. Il en reste un passage de 13 vers, qui décrit la lutte dans un arbre entre un serpent et un aigle finalement victorieux, un présage qui annonce à Marius sa gloire et son retour à Rome,.
Le De consulatu suo (De son consulat) écrit en trois chants en 60 av. J.-C.. Le poème se veut historique, le premier chant mentionnait le prodige du feu qui se rallumait de lui-même sur l'autel domestique où sacrifiait Terentia, l'épouse de Cicéron, en signe d'approbation divine. 78 vers du second chant sont conservés, que Cicéron cite dans le De divinatione et qui consiste en une prédication énoncée par la muse Uranie. Le troisième chant contient une exhortation, adressée par Uranie à Cicéron, de ne pas dévier pendant son consulat de la voie de la vertu et de l'honneur.
Dans ce poème se trouve le vers que Juvénal a ridiculisé :
« O fortunatam natam me consule Romam ! (Ô Rome fortunée, sous mon consulat née !)  »
On y trouve aussi dans un passage non situé Cedant arma togae (Que les armes le cèdent à la toge), revendication de la supériorité du pouvoir civil sur le militaire, qui reste célèbre.
Le De temporibus meis (Sur les vicissitudes de sa vie) est composé en 56 av. J.-C. en trois chants, mais non publié, 2 vers sont conservés. En 54, Cicéron envoya son texte à César, qui trouva beau le premier livre, mais estima que les deux suivants étaient un peu négligés.
Un poème sur l'expédition de César en Bretagne n'est connu que par des lettres à Quintus de novembre et décembre 54, par laquelle Cicéron cherchait un messager pour le faire parvenir à César. Il n'en reste aucun fragment.

## Éditions anciennes
Les éditions complètes les plus estimées et citées au XIXe siècle par le dictionnaire Bouillet sont celles :
- des Aldes, 1519 ;
- des Estiennes, 1528, 1543 ;
- de Denis Lambin, 1566 ;
- de Janus Gruter, 1618 ;
- de Jacobus Gronovius, 1692 ;
- de Pierre-Joseph Thoulier Olivet, 9 volumes in-4, 1740 ;
- de Johann August Ernesti, 1776, 8 volumes in-8 ;
- de Christian Gottfried Schütz, 1814-1823, 20 volumes in-12 ;
- de la collection des Classiques latins de Nicolas-Éloi Lemaire, 1827-1832, 19 volumes in-8 ;
- de Johann Konrad Orelli, Zurich, 1826-1827, deuxième édition, 1845, etc.

## Traductions anciennes
Plusieurs ouvrages ont été traduits séparément par Pierre-Joseph Thoulier Olivet, Athanase Auger, Nicolas-Hubert Mongault, Jean Bouhier de Savigny, Giovanni Francesco Mauro Melchior Salvemini da Castiglione, Jean-Marie-Bernard Clément, Jean-Jacques de Barrett, Pierre-Claude-Bernard Guéroult, Jean-Louis Burnouf, Abel-François Villemain, Gaillard, etc.
On doit à Joseph-Victor Leclerc une traduction complète de Cicéron, avec le texte en regard et des notes, 1821-1825, 30 volumes in-8; on le trouve également traduit dans les collections Panckoucke et Nisard.
Une édition complète de 1827 par Joseph Victor Le Clerc éditée chez Werdet et Lequien fils en 35 volumes in-8. Basée sur Plutarque et très critique quant aux diverses traductions antérieures, notamment celle de Middleton mais dont il reconnait l'intérêt en tant que qu'ouvrage de référence .

## Traductions contemporaines

### Plaidoiries et discours
Cicéron, Discours [détail des éditions] (lire en ligne)

#### Pro Murena
Pro Murena ; tr. Nicolas Waquet, in "Petit manuel de campagne électorale", Traduit et préfacé par Nicolas Waquet, Paris : Rivages Poche/Petite Bibliothèque, Payot & Rivages, 2007. p. 128  (ISBN 978-2-7436-1622-9)

### Correspondance

#### Les Belles Lettres
- Consulter la liste des éditions de cette œuvre
- Cicéron (trad. Léopold-Albert Constans, Jean Bayet, Jean Beaujeu), Correspondance. Lettres 1 à 954, Paris, Les Belles lettres, 2021 (ISBN 9782251451756).

#### Autres
Cicéron, Correspondance, éd. en 6 tomes, M. de Golbery, Clermont-Ferrand, Paleo, coll. Sources de l'histoire antique, 2004.
Cicéron, De la vieillesse (Cato Major De Senectute) Allia, Paris, 2019, éd. bilingue, trad. Mathieu Cochereau, Hélène Parent, 137 p.  (ISBN 979-10-304-1163-8).

### Poésie
Aratea. Fragments poétiques ; éd. et tr. J. Soubiran. Paris : les Belles Lettres, 1972. (Collection des Universités de France). 386p.  (ISBN 2-251-01086-6).

### Philosophie
Sans la raison, nous ne sommes que folie (Paradoxa stoicorum) Allia, Paris, 2016, éd. bilingue, trad. Mathieu Cochereau, Hélène Parent, 79 p.  (ISBN 979-10-304-0422-7). 

### Traductions
- Cicéron (trad. du latin par José Kany-Turpin, préf. José Kany-Turpin), De divinatione, Paris, Flammarion, 2004, 388 p. (ISBN 2-08-071076-1)
- Cicéron (trad. du latin par Albert Yon, préf. Albert Yon), De Fato, Paris, Les Belles Lettres, 1997 (1re éd. 1933), 47 p. (ISBN 2-251-01081-5)

### Ouvrages généraux
- Jérôme Carcopino, Les secrets de la correspondance de Cicéron, Paris, 1947-1957compte-rendu de lecture d'Alfred Merlin, Journal des savants, 1947, vol. 2, n° 1, pp. 126-143.
- Élizabeth Deniaux, Clientèles et pouvoir à l'époque de Cicéron, École Française de Rome, coll. « Publications de l'École française de Rome » (no 182-1), 1993, 640 p. (lire en ligne)
- Pierre Grimal, Cicéron, Fayard, 1986 (ISBN 978-2-213-01786-0)
- Philippe Muller, Cicéron : un philosophe pour notre temps, Lausanne, L'Âge d'homme, 1990, 320 p. (ISBN 2-8251-0033-1, lire en ligne)
- Claude Nicolet, Rome et la conquête du monde méditerranéen 264–27 av. J.-C., Paris, PUF, coll. « Nouvelle Clio, l'Histoire et ses problèmes », 2001, 10e éd. (1re éd. 1979), 462 p. (ISBN 2-13-051964-4)
- Wilfried Stroh (trad. de l'allemand par Sylvain Bluntz), La puissance du discours. Une petite histoire de la rhétorique dans la Grèce antique et à Rome, Paris, Les Belles Lettres, 2010, 514 p. (ISBN 978-2-251-34604-5)
- Laurent Pernot, La Rhétorique dans l'Antiquité, Paris, Librairie Générale Française, coll. « Le Livre de poche / Antiquité », 2000, 351 p. (ISBN 2-253-90553-4)

### Articles
- Bernard Jean-Emmanuel, « Pragmatisme et souci du style dans la Correspondance de Cicéron (Septembre 45-6 août 44) », Vita Latina, N°171, 2004, pp. 15-24.
- Elisabeth Pellegrin et Giuseppe Billanovich, « Un manuscrit de Cicéron annoté par Pétrarque au British Museum », Scriptorium, t. 8, no 1,‎ 1954, p. 115-117 (lire en ligne)
- Jean Soubiran, « L'hexamètre de Cicéron : fréquence et répartition des mots en fonction de leur type prosodique », Pallas, no 2,‎ 1954, p. 107-124 (lire en ligne).
- Jean Soubiran, « L'hexamètre de Cicéron », Pallas, no 3,‎ 1955, p. 41-59 (lire en ligne).